# Világítótorony a világ végén
A Világítótorony a világ végén (eredeti francia címén Le phare du bout du monde) Jules Verne egyik utolsó kalandregénye. Az író életében nem fejezte be a regényt, így az fiára, Michelre maradt, aki azonban amellett, hogy megírta a végét, át is dolgozta az egészet. Az átdolgozott változat 1905-ben, az eredeti változat az 1990-es években jelent meg.

## Cselekmény
|  | Alább a cselekmény részletei következnek! |

A cselekmény teljes egésze az Argentína déli részén található Államok-szigeten játszódik, ahol 1859. december 9-én új világítótornyot avatnak az Elgor-öböl bejáratánál. A Santa Fé nevű ágyúnaszád három embert hagy a szigeten, akiknek három hónapon át kell szolgálatot teljesíteniük a toronyban: Vásquezt, Felipét és Morizt. Azonban mint később kiderül, két évvel ezelőtt egy kalózbanda telepedett meg az öböl partján, akik a torony felépülése miatt átköltöztek egy távolabbi részre. Vezérüket Kongrének, az alvezért Carcantének hívják.
December 22-én a kalózok elindulnak a toronyhoz, hogy megöljék az őröket, ám váratlanul egy Maule nevű chilei hajó érkezik a Szent Bertalan-öbölbe, ahol hajótörést szenved. Túlélői nincsenek, de nagyobb sérülései sem, így a gonosztevők birtokukba veszik és kijavítják. Közben elmennek a világítótoronyhoz, itt meggyilkolják az eléjük siető mit sem sejtő Felipét és Morizt, Vásquez azonban elmenekül és elrejtőzik. Sikerül kihallgatnia, hogy a kalózoknak van egy rejtett barlangja, ahol élelmiszert is talál magának, így életben marad.
A Maule javítása február közepére készül el. Kongréék terve, hogy bepakolják rá a zsákmányt, és örökre elhagyják a szigetet. Vásquez azonban szeretné ezt megakadályozni. A hajó már majdnem útnak is indul, de nagy vihar tör ki, ami egy újabb, ezúttal amerikai hajót tör össze a sziklás partokon. Ennek a szerencsétlenségnek azonban van egy túlélője: John Davis másodkapitány, aki találkozik Vásquezzel, így elhatározzák, közösen próbálják megakadályozni, hogy a kalózok elmeneküljenek, mielőtt letelik a három hónap, és a Santa Fé visszatér a szigetre. Találnak egy kis ágyút a parton, ami az összetörött hajóból származik. Amikor február 25-én beáll a kedvező idő, és a kalózok indulni tudnak, ezzel az ágyúval rejtekhelyükről két lövést adnak le rájuk. Mindkettő talál, de csak a merülési vonal fölött sértik meg a hajótestet, ami ahhoz elég, hogy késleltesse az indulást, de ahhoz nem, hogy a hajó elsüllyedjen. A bűnözők visszatérnek a szigetre, és kijavítják a hibát. Ismét indulnának, de Vásqueznak újabb terve van: ezúttal a fejére erősít egy gyújtószerkezetet, odaúszik a hajóhoz, és megpróbálja felrobbantani. A terv csak részben sikerül: a robbanás bekövetkezik, de túl kicsi kárt okoz. Viszont ez is késlelteti az indulást, így az utolsó pillanatban megérkezik a Santa Fé. Mivel azonban éjszaka van, és a torony nem működik, kénytelenek kint várakozni, így a kalózoknak van esélye elhagyni az öblöt. A két főhős odasiet a toronyhoz, és felkapcsolják azt, így az ágyúnaszád befuthat az öbölbe. A toronyhoz odarohanó, és a villámhárítón felkapaszkodni próbáló gonosztevőket lelövik, a többiek egy része később kiéhezve megadja magát, Kongre vezér pedig fejbe lövi magát.
|  | Itt a vége a cselekmény részletezésének! |

## A világítótorony a valóságban
A regény részben valós helyszíneken játszódik, és a világítótorony is létezett a valóságban, ám egyrészt nem akkor épült, és nem olyan volt, mint ahogy az a könyvben le van írva. Az öblöt sem hívják Elgor-öbölnek, hanem valódi neve San Juan de Salvamiento-öböl. Az 1880-as években egy olyan expedíció működött a déli országrészben Augusto Lasserre vezetésével, amelynek célja az argentin jelenlét megerősítése volt a déli vidékeken, például új települések és világítótornyok létrehozásának segítségével. Az expedíció 1884-ben érkezett meg az Államok-szigetre, május 25-én Lasserre fel is avatta az nyugati oldalán, egy 60 méter magas dombon álló új világítótornyot, amely a második volt Argentínában. Működését 1902-ben fejezte be, ekkor újat építettek helyette az Observatorio-szigeten.

## Illusztrációk
A könyvhöz eredetileg George Roux készített illusztrációkat. Néhány példa:

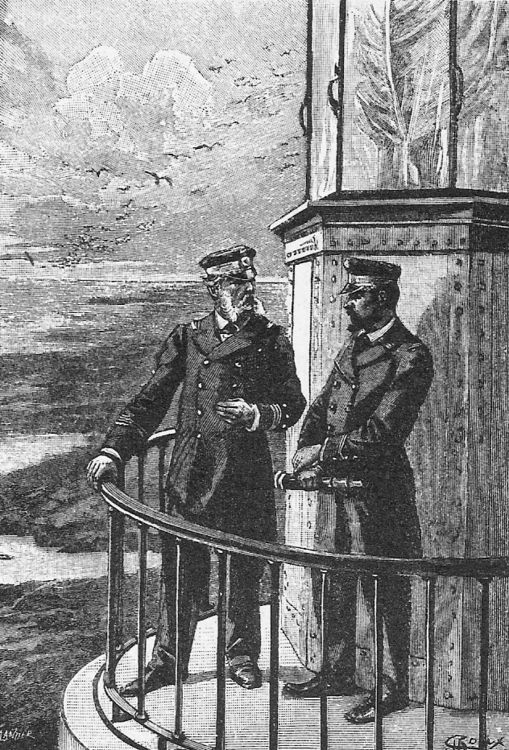
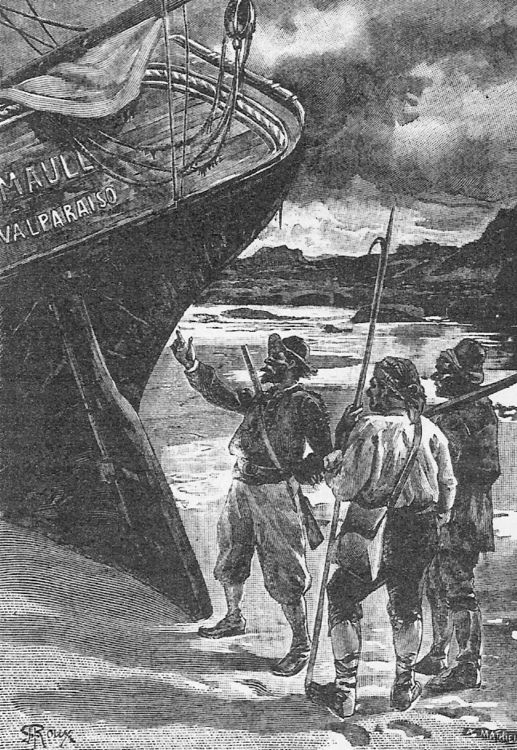
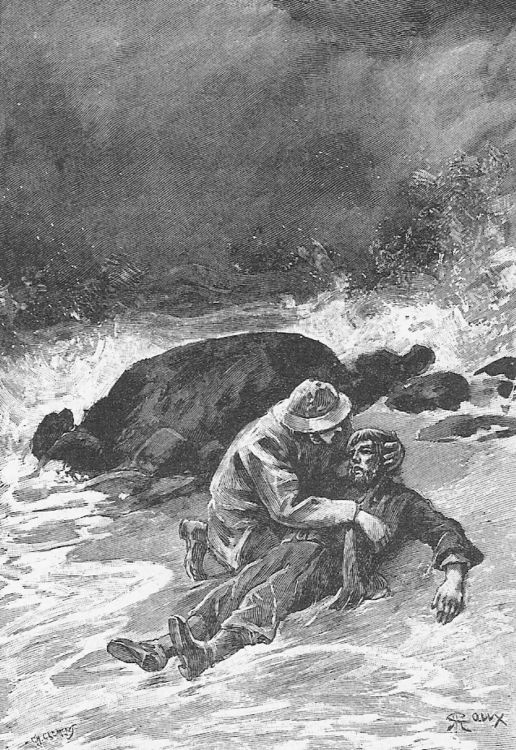
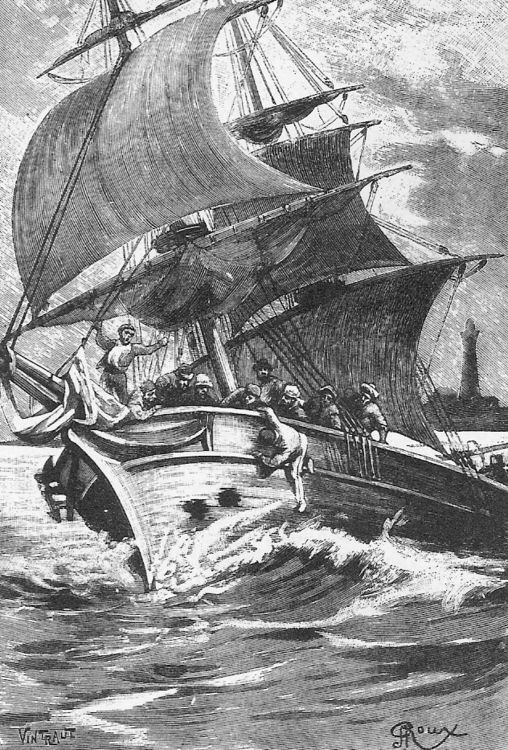